# Friedenskirche (Uffeln)

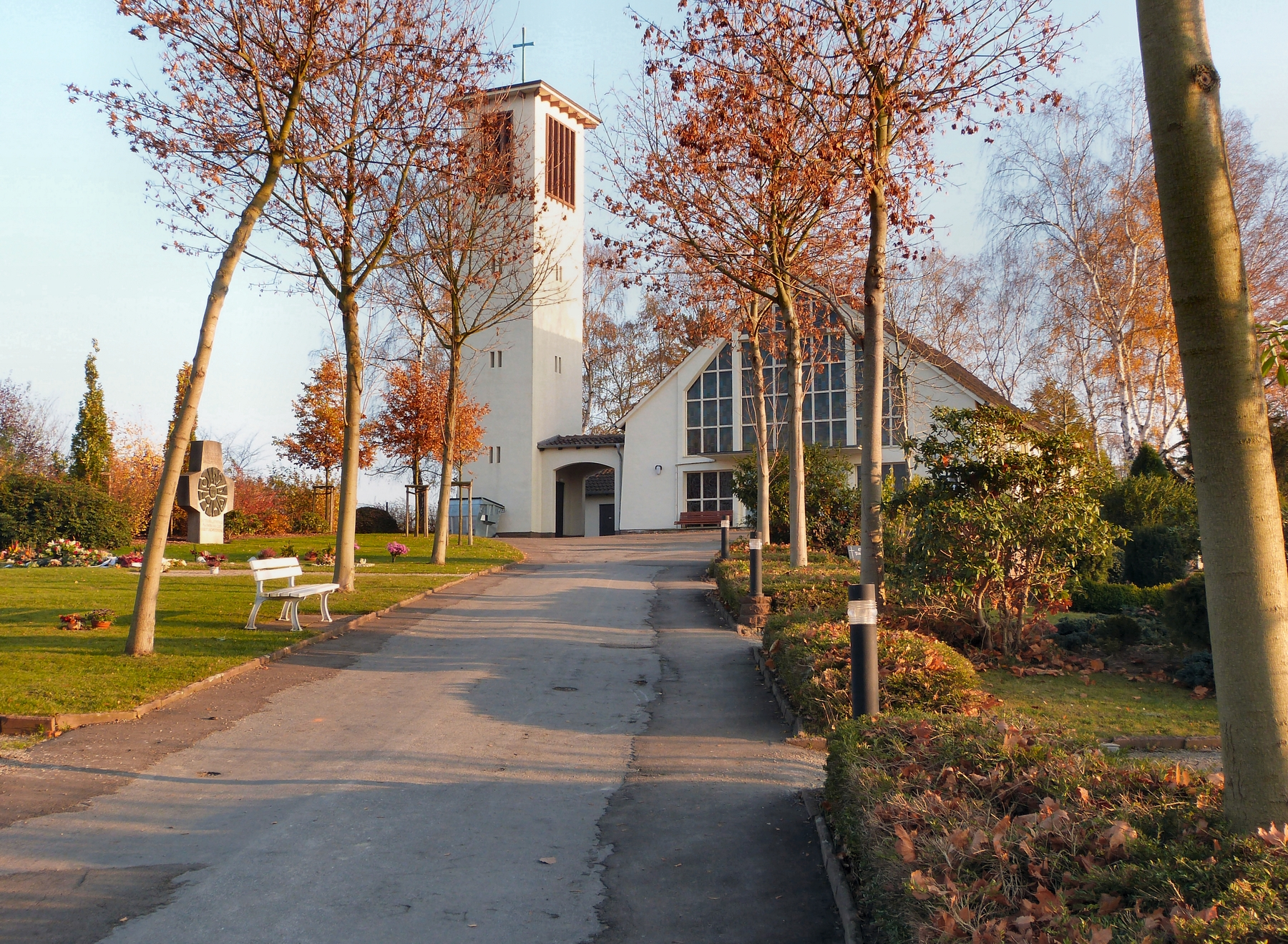
Die Friedenskirche in Uffeln

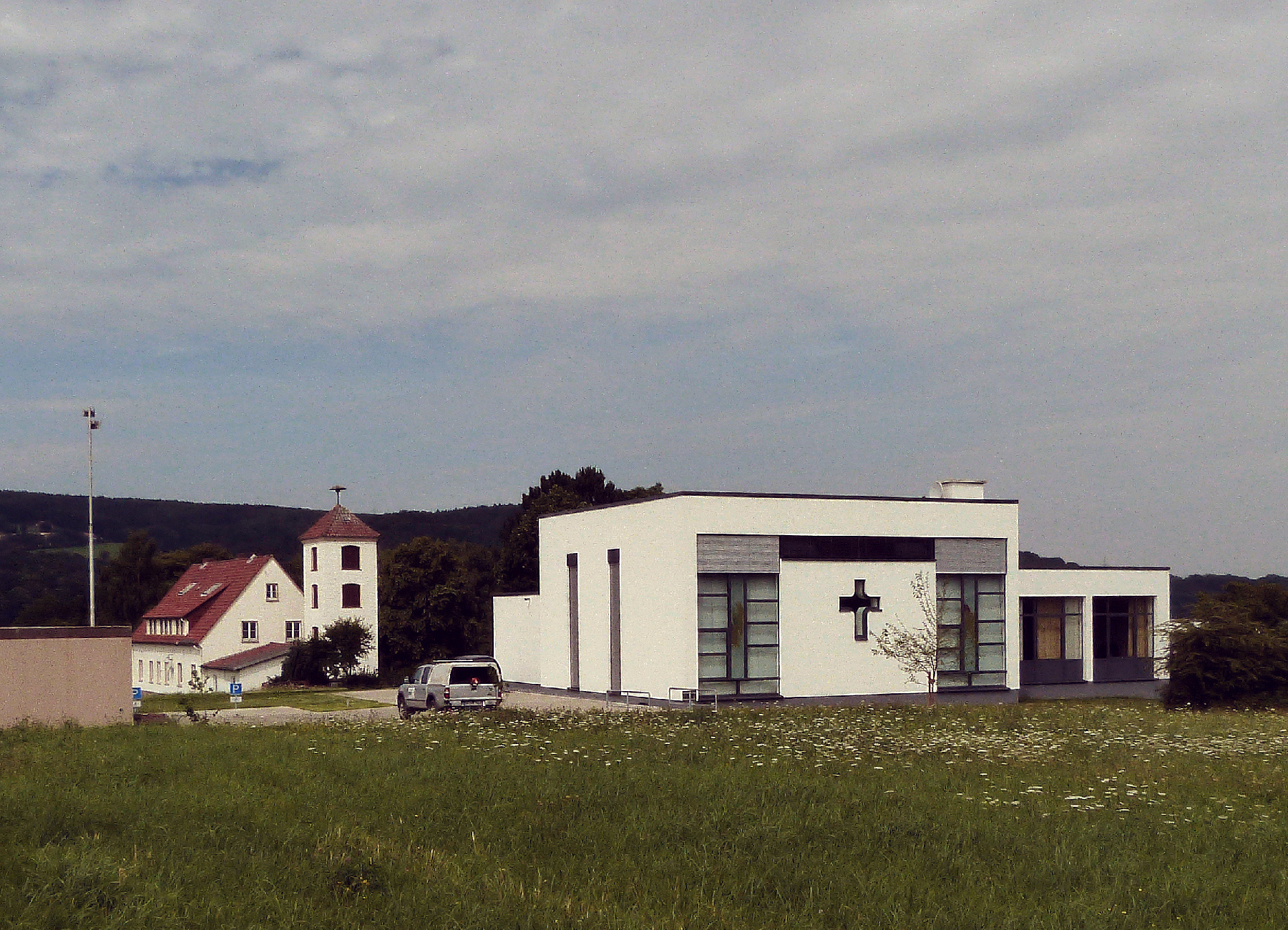
Das Ev. Gemeindezentrum Zachäus der Kirchengemeinde Uffeln, links daneben das frühere Feuerwehrhaus und Schlauchturm der Feuerwehr-Löschgruppe Uffeln in Vlotho.

Die Friedenskirche in Uffeln, einem Stadtteil von Vlotho im Kreis Herford, Nordrhein-Westfalen, war bis Ende 2012 die Kirche der Evangelisch-Lutherischen Kirchengemeinde Uffeln, die dem Kirchenkreis Vlotho der Evangelischen Kirche von Westfalen angehört.

## Geschichte
Das Kirchengebäude wurde 1959 von der politischen Gemeinde Uffeln als Friedhofskapelle auf dem damals neu eingerichteten Friedhof gebaut. Dort fanden – zunächst monatlich – auch Gottesdienste statt.
Zum 1. Januar 1973 wurde für Uffeln ein Gemeindebezirk mit eigener Pfarrstelle innerhalb der Kirchengemeinde Holtrup geschaffen, zu dessen Mittelpunkt die Friedhofskapelle wurde. Sie erhielt 1986 den Namen „Friedenskirche“.
Seit der Eingliederung Uffelns durch das Bielefeld-Gesetz 1973 ist das Kirchengebäude Eigentum der Stadt Vlotho. Die seit 2007 eigenständige Kirchengemeinde Uffeln mietete das Gebäude an. Zum 31. Dezember 2012 wurde der Mietvertrag aus Kostengründen aufgekündigt. Das Gebäude trägt weiterhin den Namen „Friedenskirche“ und wird wie zuvor als Friedhofskapelle genutzt. 
Als Übergangslösung nutzte die Kirchengemeinde für Gottesdienste zunächst die Filiale eines Drogerie-Discounters an der Mindener Straße in Uffeln.
Dieser Raum wurde Ladenkirche genannt. Der Begriff bezeichnet in Deutschland seit den 1960er Jahren nach US-amerikanischem Modell entstandene, oft in leerstehenden Ladenlokalen untergebrachte, Einrichtungen, die im Rahmen von Reformbemühungen kirchlichen Lebens verschiedenen kirchlichen Angeboten, dem sozialen Engagement und der theologischen Diskussion dienen. Mitte 2013 entschloss sich die Kirchengemeinde, ihr bisheriges Gemeindehaus zu einem Gemeindezentrum mit Andachtsraum auszubauen. Am 5. Mai 2014 wurde es mit dem Namen „Ev. Gemeindezentrum Zachäus“ eingeweiht.